# Рат тројице Анрија
Рат тројице Анрија или Осми хугенотски рат последњи је и највећи од Хугенотских ратова. Вођен је у периоду од 1587. до 1598. године. Назив је добио по именима најзначајнијих учесника рата: Анри III Валоа, Анри IV и Анри I од Гиза. Рат је завршен Нантским едиктом којим је краљ Анри IV дао значајна верска права хугенотима.

## Повод
Када је 1584. године, након смрти војводе Анжујског, Анри Наварски постао престолонаследник, Католичка лига је, унајмивши уз шпанску помоћ јаке снаге у Швајцарској и Немачкој и подигавши север и центар, присилила краља да опозове све раније едикте и да хугеноте стави ван закона, а њиховог вођу Анрија Наварског лиши свих права. То изазива најдужи и најтежи Осми хугенотски рат (1585-1598).

## Рат
Анри Наварски је поразио 20. октобра 1587. године са 6000-7000 војника нешто надмоћније католичке снаге под војводом Ан Жоајезеом у боју код Кутреа. Немачки савезници хугенота (8000 коњаника и 14.000 пешака) под командом Фабијана Доне допрли су до Лоаре где су им католици спречили прелаз, а потом их препадима код Виморија и Оноа принудили да се уз осетне губитке повуку из Француске. Сматрајући да краљ није довољно одлучан у борби против протестаната, вође Католичке лиге су Париским устанком (дан барикада), 12. маја 1588. године присилили краља да Руанским едиктом привидно прихвати диктат Лиге. Понижени краљ је наредио да се убије Анри Гиз, а да би укротио побуњене католике у Паризу, помирио се са Анријем Наварским, па заједно опседају Париз са 30.000 људи. У току опсаде, краљ Анри III предао је круну Анрију Наварском као Анрију IV. Његова се армија, отпадањем католичког племства, смањила за половину, па није могла освојити француску престоницу. Лига је за противкраља изабрала старог кардинала Шарла Бурбонског. Кардиналова војска је под Шарлом Мајеном располагала са 25-30.000 војника. Краљ Анри IV је код Арка сузбио лигашке трупе и појачан Енглезима извршио неуспели напад на Париз. У бици код Иври-Ла-Батаја, 14. марта 1590. године, потукао је надмоћније лигашке трупе. Почетком маја, краљ је поново блокирао париз са 25.000 људи. Шпански војсковођа Алесандро Фарнезе, војвода од Парме, приморао је вештим манервом краља да после четири месеца дигне опсаду Париза. Краљ се потом учврстио у париској области и Нормандији, док су шпанске и савојске трупе, као савезници католика, а очито са територијалним претензијама, упале 1590/1591. у пограничне покрајине Лангедок, Провансу, Дофине и Бретању. Тада је и краљ, ојачан са 4000 Енглеза и 16.800 Немаца, предузео опсаду Руана, који је деблокирао војвода од Парме са Лигом и папином помоћи. У централној области дошло је до равнотеже снага и затишја, али су борбе са наизменичним успесима продужене 1592. године у Бретањи, Лангедоку и Прованси. На крају, краљев прелазак у католицизам 1593. године, извршен у интересу смирења земље, уздрмао је редове Лиге и омогућио му да 1594. године без отпора уђе у Париз.

## Крај рата
Пошто је 2. августа 1594. године тукао шпанске деблокадне трупе генерала Ернста Мансфелда, умирио је Пикардију и Ренс, док су отпор продужиле само још војводе Шарл Мајер, Филип Меркер и Шарл Омал. Након краљевог преласка у католицизам, немачка и енглеска помоћ је изостала (почетком 1595. године). Ускоро се краљ измирио са папом, а Шпанија је почетком 1595. године прешла у отворени рат.